# 曾乾亨
曾乾亨（1538年—1594年），字于健，號健齋，江西吉安府吉水縣人，明朝政治人物，同進士出身。

## 生平
早年師從羅洪先，嘉靖三十七年（1558年）戊午科江西鄉試第五十名舉人，萬曆五年（1577年）丁丑科三甲進士。授合肥縣知縣，調休寧縣知縣，十一年八月升山東道監察御史，十月因彈劾兵部尚書張學顏和李成梁。明神宗大怒，貶為海州判官，遷大名府推官，歷升尚寶司司丞，十七年十一月升尚寶司少卿，十八年十二月升光祿寺少卿，閱視大同邊務。劾罷總兵官麻貴以下十餘人。後升大理寺右寺丞，二十年七月遷大理寺右少卿。考功郎趙南星因考察事被斥，曾乾亨論救不成，於是稱病致仕歸鄉，不久卒。

## 家族
曾祖曾克紹；祖父曾伯崇，贈禮部郎中；父曾存仁，雲南左布政使。母羅氏（封太夫人）。永感下。兄曾泰亨（監生）、曾同亨（都察院右副都御史）、曾升亨，弟曾復亨。